# Blackbolbus taurus
Blackbolbus taurus är en skalbaggsart som beskrevs av John Obadiah Westwood 1848. Blackbolbus taurus ingår i släktet Blackbolbus och familjen Bolboceratidae. Inga underarter finns listade.